# Werner Tenbruck
Werner Tenbruck (* 13. November 1941 in Wesel) ist ein ehemaliger deutscher Fußballspieler.

## Laufbahn
Werner Tenbruck durchlief die Jugendabteilung des VfR 06 Neuss und gehörte der Mannschaft an, die in der Saison 1965/66 den Titelgewinn in der Amateurliga Niederrhein für die Grün-Weißen bewerkstelligen konnte. In der Aufstiegsrunde setzte sich die Mannschaft vom Stadion an der Hammer Landstraße gegen den Hammer SpVg, SSV Hagen und den Bonner SC durch und stieg in die Fußball-Regionalliga West auf.
In der ersten Saison belegte Neuss den achten Rang und 1968 den zwölften Platz. Sein Debüt in der Regionalliga West feierte der Stürmer am 9. Oktober 1966 im Heimspiel gegen Bayer 04 Leverkusen auf der Rechtsaußenposition. Von 1966 bis 1968 absolvierte Tenbruck 57 Ligaspiele und erzielte an der Seite der Mitspieler Klaus Schonz, Josef Kokesch und Ulrich Kohn zwölf Tore. Ein herausragendes Spiel war der 5:4-Heimerfolg am 13. August 1967 gegen Fortuna Düsseldorf, wo Tenbruck auch als Rechtsaußen aktiv war. 1968 schloss er sich Alemannia Aachen an, wo er bis 1970 in der Fußball-Bundesliga spielte. Werner Tenbruck absolvierte 34 Bundesliga-Spiele und schoss dort drei Tore. Der größte Erfolg war das Erreichen von Platz zwei 1969 in der Bundesliga mit Alemannia Aachen, als er unter Trainer Michael Pfeiffer neben Roger Claessen, Ion Ionescu, Herbert Gronen und Hans-Josef Kapellmann zu sieben Einsätzen kam. Er stieg mit dem Vizemeister des Jahres 1969 in der folgenden Runde 1969/70 als Tabellenletzter aus der Bundesliga ab und absolvierte in dieser Runde 27 Spiele und erzielte drei Tore. Mit dem Bundesligaabsteiger kam er 1970/71 in der Regionalliga West auf den sechsten Rang. Er war in 29 Spielen aktiv gewesen und hatte ein Tor erzielt. Im Sommer 1971 schloss er sich Limburgia Limbourg an.